# Youssef ben Hassan
Moulay Youssef (en arabe : مُولَاي يُوسُف, en tamazight : ⵎⵓⵍⴰⵢ ⵢⵓⵙⴼ) ou éventuellement Moulay Youssef ben Hassan, né en 1881 à Meknès et mort le 17 novembre 1927 à Fès, est un sultan de la dynastie alaouite. Il règne de 1912 jusqu'à sa mort et est le deuxième sultan ayant exercé sa fonction pendant les protectorats français et espagnol au Maroc.
Les trois sultans qui le précèdent furent d'abord son père, Hassan Ier (1873-1894) ; puis ses demi-frères, Moulay Abdelaziz (1894-1908) et Moulay Abdelhafid (1908-1912). Son troisième fils, Sidi Mohammed, lui succède en tant que sultan et devient trente ans plus tard — l'année qui suivit l'indépendance retrouvée — le premier monarque du pays à porter le titre de roi, sous le nom de Mohammed V.
Son règne est agité et marqué par de fréquentes révoltes contre l'occupant français ou espagnol. La plus importante est conduite par Mohammed ben Abdelkrim el-Khattabi dans le Rif.

## Biographie

### Jusqu'à son accession au trône
L'un des fils cadets du sultan Moulay Hassan (« Hassan Ier »), sa mère est Lalla Oum al-Khair, (marocaine mais son nom de famille n'est pas retenu). Il a un frère jumeau Moulay Mohammed al Tahar,. Il est très improbable que sa mère soit une esclave circassienne de Syrie. Moulay Youssef naît dans le palais impérial de Meknès, mais passe sa jeunesse dans celui de Fès. Son enfance est bercée par les dernières années du règne de son père, puis son adolescence et ses débuts dans la vie d'adulte par les règnes de ses frères aînés : Moulay Abdelaziz, devenu un jeune sultan de seize ans à la mort de leur père (1894), sous « régence » pendant six ans de Ba Ahmad, et par la suite détrôné en faveur de l'un de ses autres frères, Moulay Abdelhafid (1908).
Le 13 août 1912, selon le premier numéro du « bulletin officiel du Maroc », peu après son accès à la dignité de khalifa (représentant du sultan) de Fès, il succède à Moulay Abdelhafid, signataire du traité franco-marocain établissant depuis mars 1912 le protectorat français, après son abdication de la veille. Dans la foulée, son « éducation politique » est confiée au général Gouraud.

### Moulay Youssef, sultan
Devenu sultan, il s’établit avec la cour à Rabat, devenue capitale du protectorat français du temps de Moulay Abdelhafid et remplaçant Fès. Son fils Sidi Mohammed, futur roi du Maroc, alors âgé de trois ans, lui, reste à Fès avec un précepteur algérien (Si Mohammed Mammeri) lui apprenant notamment les bases du français. Par la suite, ils se voient rarement.
À son accession au pouvoir, il s'entoure de son plus vieil ami et bras droit, le grand chambellan Si Thami Ababou, et rappelle dès 1917 comme Grand Vizir Si Mohammed El Mokri. La grande rivalité entre ces deux véritables hommes forts du Makhzen marquera l'ensemble du règne de Moulay Youssef.
En 1913, il signe le dahir formant Code des obligations et des contrats, toujours en vigueur aujourd'hui.
En 1926, il participe à Paris à l'inauguration de la Grande Mosquée,.
Il décède à Fès le 17 novembre 1927 et y est enterré dans la nécropole royale de la mosquée Moulay Abdallah.

### Vie privée
Moulay Youssef eut au minimum huit enfants et il se maria à trois reprises. Le fait qu’il eut un harem n’est pas explicitement précisé, est seulement indiqué qu’il eut une concubine esclave qu’il finit par épouser. Voici la descendance qu’il eut avec ses épouses :
- Lalla Yacout[19], dont le nom de famille n’est pas retenu fut sa première épouse. Leur mariage eut lieu vers 1907, elle décéde le 1er septembre 1953[20] et est entérée à Fès[21]. Parmi leurs enfants figurent :

1. Moulay Idriss[20] (1908 – 1962)[20], il fut éloigné de l’ordre de succession car il souffrait d’une maladie immunologique;
2. le sultan Sidi Mohammed[20] (1909 - 1961), plus connu sous le nom de Mohammed V,
3. Lalla Amina[19],[22], elle épousa Moulay Hassan ben Idriss[22], ils eurent un fils Moulay Idriss[22],
4. Moulay Abdeslam[19],[22], né en 1914[22] ;

- Lalla Ruqaya bint Mohammed El Mokri[23], il l’épousa vers 1915. Ils n'eurent pas d'enfants ensemble[23]. Avant ce mariage elle fut l’épouse du sultan Moulay Abdelhafid, mais divorça de ce dernier ;
- une femme dont l’identité est inconnue qui est soit sa concubine esclave ou une de ses épouses. Elle est probablement la mère de deux des enfants de Moulay Youssef distinctement métisses[24] :

1. Mohammed al Hassan[20],[23] (1909 – 1969)[20], son deuxième fils, il est né la même année que le roi Mohammed V et est plus âgé que lui. Il épousa la princesse Lalla Amina[20] fille du sultan Moulay Abdelhafid, ils eurent une fille Lalla Zubaida[22],[20],
2. Lalla Zainab[20], elle épousa Moustafa ben Abderrahmane[20], le fils aîné de Moulay Abderrahmane ben Mohammed Benzeidane[22], ensemble ils eurent trois fils[22],[20].

L’identité de la mère de deux des filles du sultan Moulay Youssef n’est pas citée. Ces filles sont :
1. Lalla Zubaida[19] ;
2. Lalla Khadija[25], elle épousa un homme de la famille Boufarès, leur fils fut Moulay Mamoun Boufarès. Il aura, ensemble avec sa femme, Latifa[26]SAR la princesse Lalla Oum Kalthum[25]

- Aïcha[27], une concubine esclave aux origines inconnues que Moulay Youssef finit par épouser[27]. Vers 1924, elle fut offerte au sultan par le pacha de Marrakech Thami El Glaoui[27]. Décrite comme très belle, elle devint Lalla Aïcha après son entrée au harem[27]. Yacout Sason fut chargée par le sultan de s’occuper personnellement de sa tenue vestimentaire[27]. Aïcha devint très proche de sa couturière qui la gâtait et lui préparait les meilleurs mets de la cuisine juive[27]. Elle fut choyée et choisissait avant toute autre les tissus de ses vêtements d’apparat[27]. Sa première grossesse, qui fut aussi sa dernière[27], se termina en drame lorsqu’à sept mois son fœtus périt et l’accouchement dut être induit un mois plus tard, l’enfant mort-né[27]. Le sultan ému fini par l’épouser mettant fin à son statut de concubine[27] et lui octroya le titre d’Oum Sidi Aïcha[27], une appellation réservée à la mère de l’héritier[27]. Ils n’eurent aucune descendance ensemble[27].

## Décorations
- Grand cordon de l'ordre des Saints Maurice et Lazare (1920)[28].

## Iconographie
À Marrakech, The Orientalist Museum of Marrakech conserve son portrait peint par Jean de Gaigneron.